# Francisco Expósito
Expósito  Camio est un nom espagnol. Le premier nom de famille, en général paternel, est Expósito ; le second, en général maternel, souvent omis, est Camio.
Francisco Expósito Camio, né le 25 mars 1921 à Usurbil et mort le 31 juillet 1975 dans la même commune,, est un coureur cycliste espagnol.

## Biographie
Professionnel entre 1942 et 1952, Francisco Expósito est devenu en champion d'Espagne de cyclo-cross en 1951. Sur route, il a notamment remporté la Classique d'Ordizia en 1951. Il s'est également distingué sur l'édition 1950 du Tour d'Espagne en terminant deuxième de quatre étapes et onzième du classement général. Après sa carrière sportive, il exerce le métier de chauffeur de taxi. 
Le 31 juillet 1975, il est assassiné par l'organisation terroriste ETA à la station de taxis d'Usurbil, alors qu'il attendait des clients. Cet attentat découle d'accusations formulées par ce groupe indépendantiste, qui l'accusait d'être un « mouchard » de la police espagnole.

## Palmarès sur route

### Par année
- 1942
  - 3e de la Classique d'Ordizia
- 1944
  - Gran Premio San Antonio de Durango
  - 2e de la Vuelta al Valle de Léniz
- 1945
  - Vuelta al Valle de Léniz
- 1946
  - 3e de la Klasika Primavera
- 1948
  - Classique d'Ordizia
  - 3e de la Prueba Loinaz
- 1950
  - Champion du Guipuscoa
- 1951
  - Champion du Guipuscoa
- 1952
  - 3e de la Prueba Alsasua

### Résultats sur les grands tours

#### Tour d'Espagne
2 participations
- 1945 : disqualifié (12e étape)
- 1950 : 11e

## Palmarès en cyclo-cross
- 1942
  - 2e du championnat d'Espagne de cyclo-cross
- 1948
  - 2e du championnat d'Espagne de cyclo-cross
- 1950
  - 2e du championnat d'Espagne de cyclo-cross
- 1951
  -  Champion d'Espagne de cyclo-cross